# Geografía de Siria
Siria es un país situado en el Oriente Próximo, en la región conocida como Levante Mediterráneo, con la península de Anatolia al norte, la península árabe al sur, con una franja litoral que da al Mar Mediterráneo (llamado en Siria البحر الأبيض al-bahr al-'abyad «mar blanco»). Comparte fronteras con el Líbano al oeste, Jordania al sur, Irak al este, Turquía al norte y una franja disputada con Israel en el sureste conocida como Altos de Golán (en árabe, هضبة الجولان, Hadhba al-Julān). 
Siria configuró sus actuales fronteras tras el mandato francés de Siria, cuando Francia se la conquistó al imperio Otomano. Anteriormente, existía la región geográfica de Siria, en árabe Bilad al-Sham. La región de Siria abarcaba al país actual, el Líbano, Israel y Palestina, Jordania y partes del sur de Turquía.
Siria tiene una única isla, Arwad. Es una muy pequeña pero muy densamente habitada isla en el mar mediterráneo. También tiene cinco islotes minúsculos y deshabitados: Jazirat Basirah, Al-Abbas, Maqrud, Al-Faris y Al-Faniyas.

## Regiones geográficas
El área incluye cerca de 185.180 kilómetros cuadrados de desiertos, llanuras y montañas. Está dividido en una llanura costera, que posee un estrecho, un doble cinturón montañoso, incluyendo una depresión al oeste, y al este una meseta  mucho más grande. En cuanto al clima, predominan las áreas secas: Cerca de tres quintos del país tiene menos de 25 centímetros de lluvia anuales. La fertilidad de la tierra es uno de los recursos naturales más destacados.

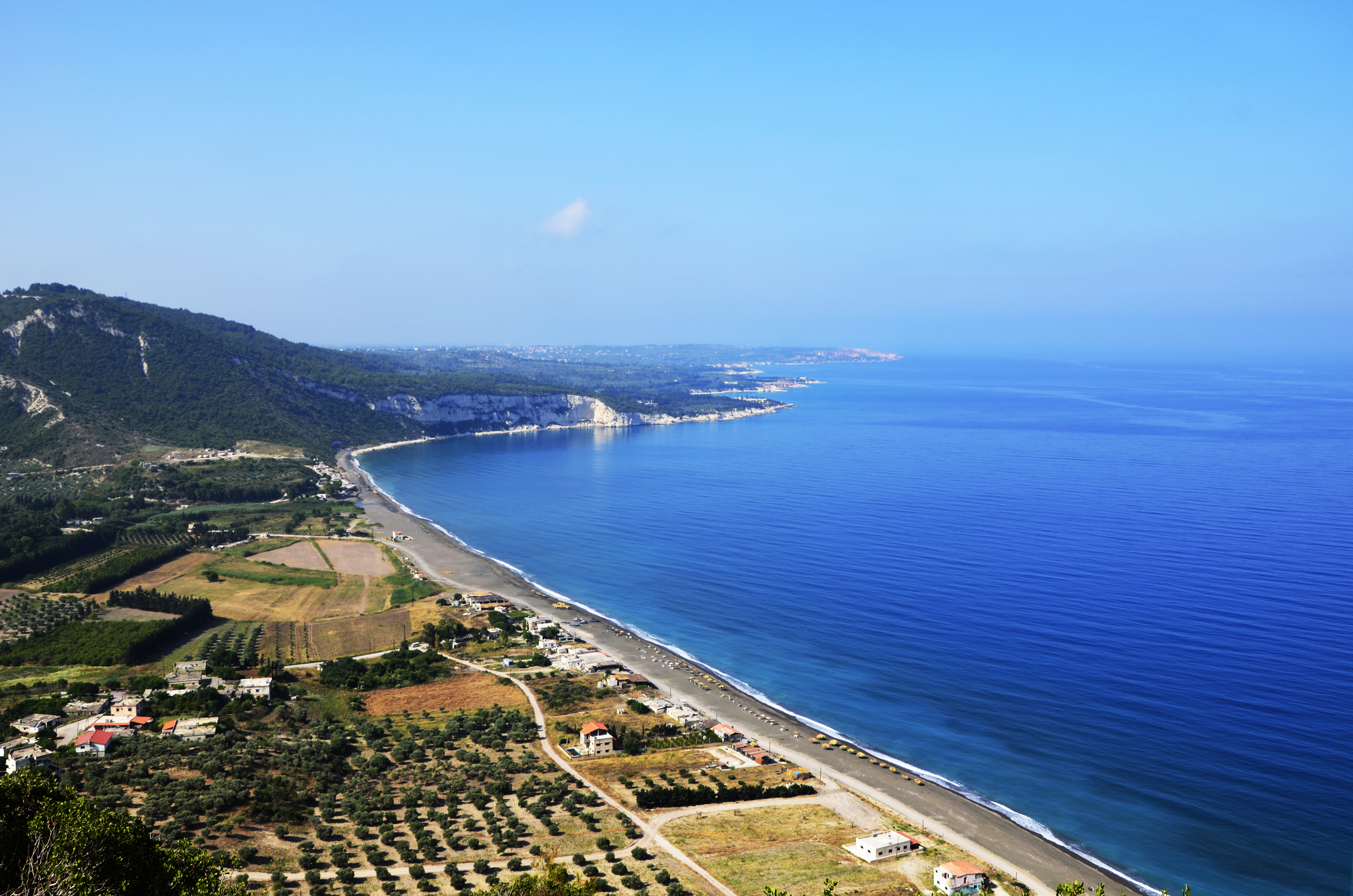
Costa siria.

### Franja costera
La llanura litoral se extiende paralela a la costa desde la frontera turca al norte hasta la del Líbano al sur. Está cubierta de dunas de arena y el paisaje se rompe únicamente por las estribaciones laterales de la Cordillera litoral Siria, límite oriental de esta subregión siria. Esta región recibe el clima suave del Mar Mediterráneo, por lo que sus tierras son bastante más fértiles y más pobladas que las del resto de Siria. Geográficamente hay dos valles que conectan la llanura costera con el resto del país: el valle del Orontes al norte y el Paso de Homs al sur.
Los principales puertos son Latakia, Tartús, Baniyas y Jableh. En el interior destacan Al Qamsiyah y Al Hwaiz. Siria reclamó un límite territorial de 35 millas náuticas (64,8 km) de su costa mediterránea. Sin embargo, en 2003, Siria declaró unilateralmente sus zonas marítimas, respetando las 12 millas náuticas permitidas por la Ley del Mar de las Naciones Unidas. Destacan el cabo Burj Islam y el cabo Latakia.

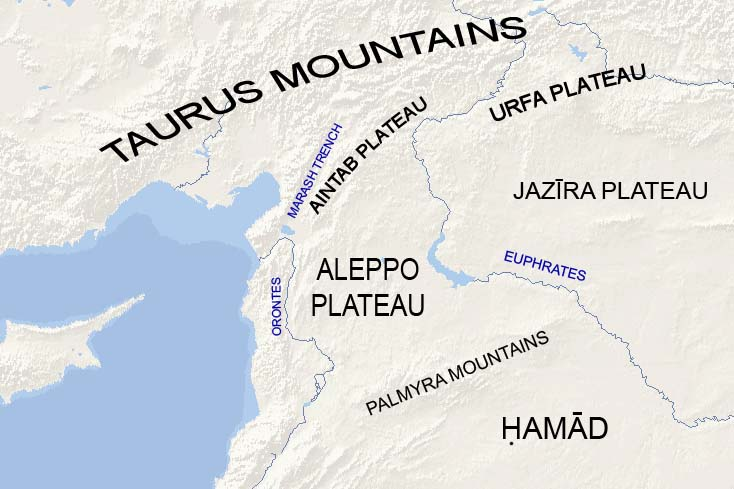
Meseta de Alepo (Aleppo Plateau).

### Meseta de Alepo
La meseta de Alepo (en árabe: هضبة حلب‎  /ˈhædˤabæt ˈħælæb/) es una altiplanicie de baja altura en el norte de Siria. Se encuentra al oeste la cuenca hidrográfica del río Éufrates, acabando en el Macizo Calcario al este, entre las gobernaciones de Idlib y Alepo.Su capital es la ciudad de Alepo (Halab en árabe), al norte de la misma.

### Región montañosa
Siria tiene varias áreas montañosas:
- Cordillera litoral siria: se encuentra paralela a la costa y termina en el valle del Orontes al norte, con el Ghab al oeste y con las llanuras costeras al este. Al sur de Masyaf hay una gran falla que separa la cordillera litoral de Siria de la cordillera del Líbano y la cordillera del Antilíbano, un accidente geográfico conocido como el Paso de Homs.[1]
- Macizo Calcáreo: nombre colectivo para denominar a tres grupos montañosos bien diferenciados: los Montes Kurdos en el norte (separados del resto por el río Afrin), en el centro las Montañas Harim y el Monte Simeón y en el sur, el Monte Zawiya. El macizo es conocido por albergar las Ciudades Muertas de Siria.
- El Haurán: se encuentra en el extremo sur del país. Es una zona elevada, de tipo desértico frío. En su zona oriental se encuentra el Monte Druso, también llamado Jabal al-Arab. En su parte occidental, hace frontera con los Altos del Golán, disputados con Israel. Al norte se encuentran la campiña de Damasco y al sur las montañas Aldjun en Jordania. Enclavado en el Hauran se encuentra el área pedregosa de Al Laja (antigua Traconítide).
- El Qalamún:

### ElYazira

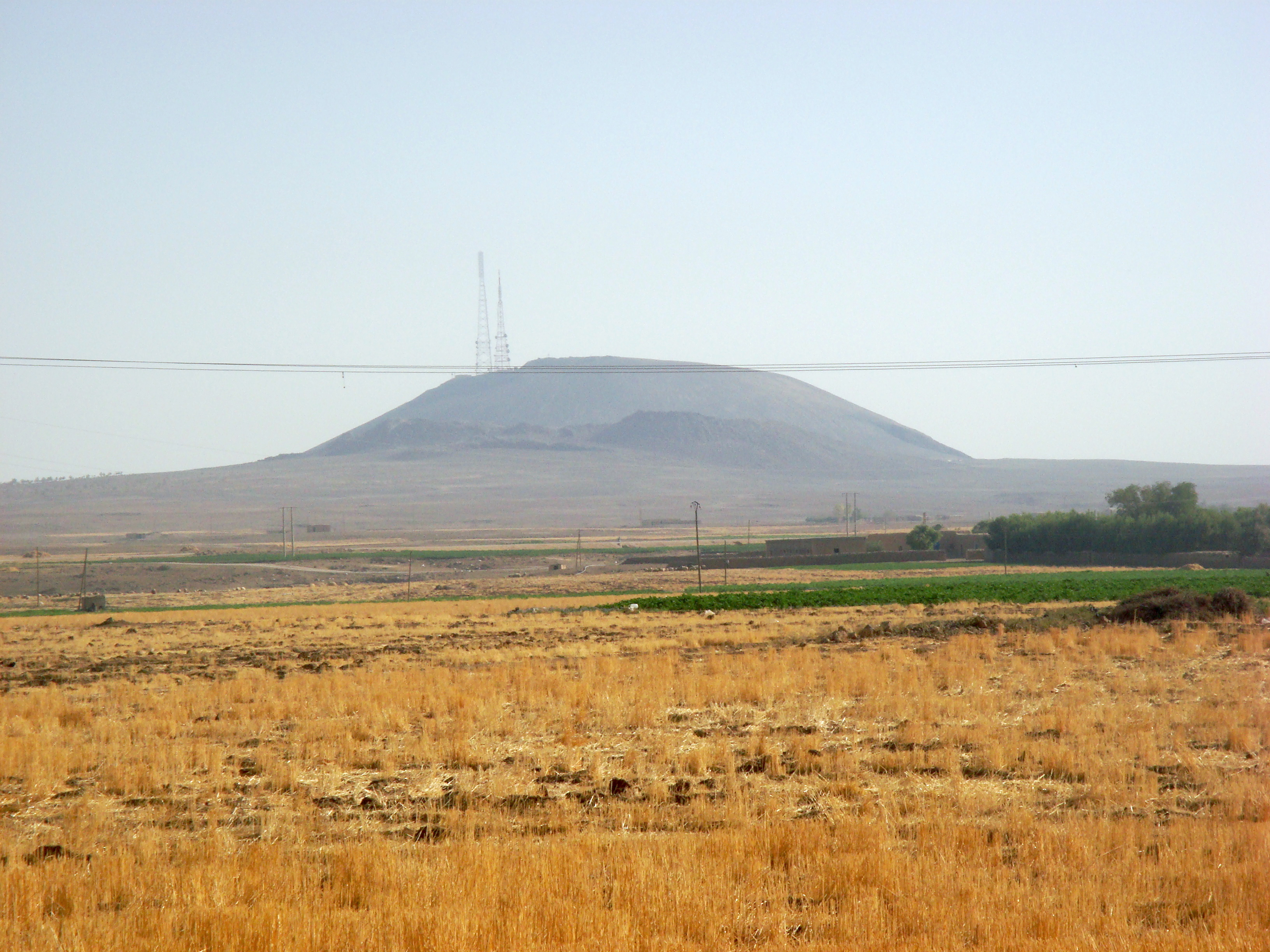
Monte Kobab cerca de Hasaka.

El denominado Al Yazira (الجزيرة āl-Jazīrah «la isla») antiguamente mesopotamia superior, comprende el cuarto nororiental de Siria, todas las tierras al otro lado del río Éufrates. Se trata de una gran llanura compartida con Turquía e Irak. Se considera el territorio tradicional de los asirios, sin embargo en él habitan también kurdos, arameos, árabes, turcomanos sirios, siríacos... Se corresponde aproximadamente con la Gobernación de Hasaka y sus ciudades más importantes son Deir ez-Zor, Raqqa, Nísibis y al-Hasakah. Por ser el trigo su cultivo principal, se le conoce como «El Granero de Siria».
Linda al norte con las montañas de Anatolia y es notable también el valle del río Jabur, uno de los principales afluentes del Éufrates.

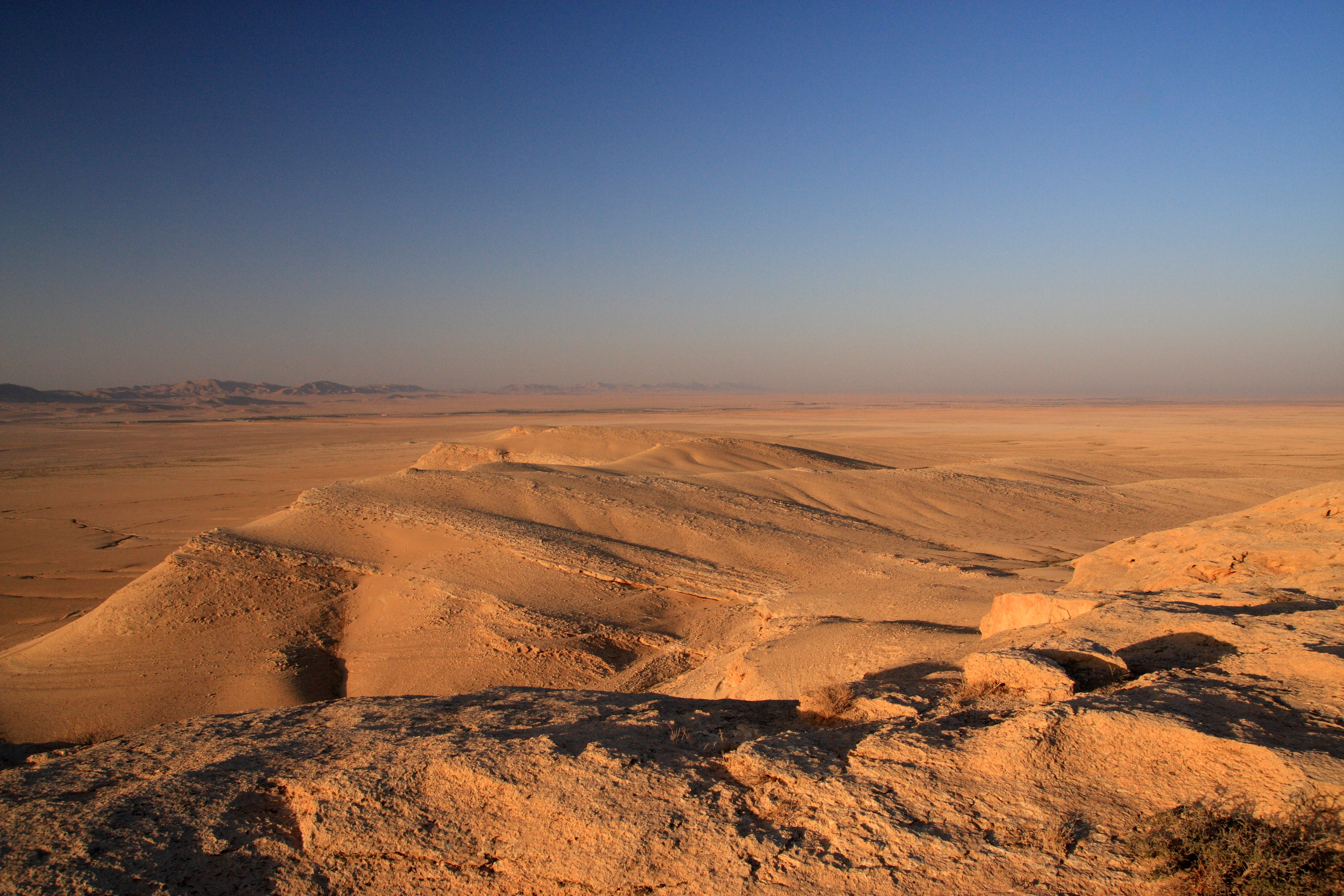
Desierto sirio.

### Desierto sirio
El Desierto sirio o desierto de Sham (del árabe: بادية الشام, bādiyat ash-shām) es una combinación de estepa y desierto que se encuentra en el norte de la península arábiga y cubre más de 500.000 km² en el este de Siria y Jordania, y en el oeste de Irak. El desierto es muy rocoso y plano.
Dentro del desierto de Sham se encuentra la región de Tulul As-Safa (الصفا, Aṣ-Ṣafā), al norte del Monte Druso. Consiste en un campo de lava basáltica de origen volcánico, que cubre un área de 220 km², y contiene al menos 38 conos de ceniza. La región es extremadamente escasa en agua. As-Safa, junto con el Monte Druso y Dirat al-Tulul forman parte de un área más extensa conocida como Harrat al-Shamah, un enorme campo volcánico alcalino que se extiende también por Jordania y Arabia Saudí. Aunque las erupciones en Harrat al Shamah cesaron hace millones de años, en el siglo XIX se observó un lago de lava en as-Safa.

## Hidrografía
Las aguas del país son cruciales para el desarrollo de las actividades agrícolas. El río más grande e importante es el Éufrates, que representa más del 80% del total de agua en Siria.
A través de la región árida de la meseta que se encuentra al este de Damasco, los oasis', las corrientes, y algunos ríos interiores que vacían en pantanos y los lagos pequeños proporcionan el agua para la irrigación local. 

## Clima
| Climograma de Damasco | Climograma de Damasco | Climograma de Damasco | Climograma de Damasco | Climograma de Damasco | Climograma de Damasco | Climograma de Damasco | Climograma de Damasco | Climograma de Damasco | Climograma de Damasco | Climograma de Damasco | Climograma de Damasco |
| --- | --------------------- | --------------------- | --------------------- | --------------------- | --------------------- | --------------------- | --------------------- | --------------------- | --------------------- | --------------------- | --------------------- |
| E | F                     | M                     | A                     | M                     | J                     | J                     | A                     | S                     | O                     | N                     | D                     |
| 28 13 0 | 23 15 1               | 17 19 4               | 7.9 25 7              | 3.3 30 11             | 0.4 34 14             | 0 37 17               | 0 36 17               | 0.2 33 13             | 7.1 28 9              | 21 20 4               | 26 14 1               |
| temperaturas en °C • totales de precipitación en mm |                       |                       |                       |                       |                       |                       |                       |                       |                       |                       |                       |
| Conversión sistema imperial\| E \| F \| M \| A \| M \| J \| J \| A \| S \| O \| N \| D \| \| 1.1 55 32 \| 0.9 59 34 \| 0.7 66 39 \| 0.3 77 45 \| 0.1 86 52 \| 0 93 57 \| 0 99 63 \| 0 97 63 \| 0 91 55 \| 0.3 82 48 \| 0.8 68 39 \| 1 57 34 \| \| temperaturas en °F • totales de precipitación en pulgadas \| \| \| \| \| \| \| \| \| \| \| \| |                       |                       |                       |                       |                       |                       |                       |                       |                       |                       |                       |
| E | F                     | M                     | A                     | M                     | J                     | J                     | A                     | S                     | O                     | N                     | D                     |
| 1.1 55 32 | 0.9 59 34             | 0.7 66 39             | 0.3 77 45             | 0.1 86 52             | 0 93 57               | 0 99 63               | 0 97 63               | 0 91 55               | 0.3 82 48             | 0.8 68 39             | 1 57 34               |
| temperaturas en °F • totales de precipitación en pulgadas |                       |                       |                       |                       |                       |                       |                       |                       |                       |                       |                       |

La característica más llamativa del clima es el contraste. Entre la húmeda costa mediterránea y las áridas regiones desérticas se encuentra una zona de estepa semiárida que se extiende a lo largo de las tres cuartas partes del país y limita al oeste con las montañas del Líbano y las montañas an-Nusayriyah, al norte con la región montañosa turca (los Montes Tauro), y en el sureste por Jabal al Arab (o Monte Druso).

Climas de Siria:
árido
semiárido
árido frío
semiárido frío
mediterráneo seco

Las precipitaciones anuales oscilan entre 750 y 1000 mm. La mayor parte de la lluvia, traída por los vientos del Mediterráneo, cae entre noviembre y mayo. Las temperaturas medias anuales oscilan entre los 7 °C en enero y los 27 °C en agosto. Por Efecto Föhn en la Cordillera litoral de Siria atrapan la mayoría de las lluvias del Mediterráneo, el valle de Ghab ubicado al este de estas montañas, tiene un clima relativamente árido con vientos cálidos y secos y escasas lluvias. La escarcha es desconocida en cualquier época del año, aunque los picos de Jabal y Nusayriyah a veces están cubiertos de nieve.
Más al sur, las lluvias del Mediterráneo atraviesan la barrera montañosa del litoral a través del Paso de Homs (entre la cordillera litoral y la Cordillera del Antilíbano), y alcanzan el área de Homs y, a veces, incluso la región esteparia al este de esa ciudad. Sin embargo, más al sur, el mencionado Antilíbano impide el paso de las lluvias al área de Damasco (el Ghuta). Esta zona tiene un clima semiárido con una precipitación promedia de menos de 200 mm anuales y con temperaturas de 4 °C en enero / 40 °C en julio y agosto. La vecindad de la capital es, sin embargo, verde y cultivable debido a la irrigación del río Barada por acueductos construidos durante la época romana.
En el sureste, la humedad disminuye y la precipitación anual cae por debajo de los 100 mm. Las escasas cantidades de lluvia, además, son muy variables de un año a otro, causando sequías periódicas. En el árido desierto pedregoso al sur de los rangos Jabal ar Ruwaq, Jabal Abu Rujmayn y Jabal Bishri, las temperaturas en julio a menudo superan los 45 °C. Las tormentas de arena, comunes durante febrero y mayo, dañan la vegetación y evitan el pastoreo. Al norte de los rangos del desierto y al este de la depresión de Al Ghab se encuentran las vastas estepas de la meseta de Alepo, donde los cielos sin nubes y las altas temperaturas diurnas prevalecen durante el verano, pero las heladas, a veces severas, son comunes de noviembre a marzo. Las precipitaciones promedian 250 mm anuales, pero caen por debajo de 200 mm en un gran cinturón a lo largo del área del desierto sur. En este cinturón, solo los ríos Éufrates y Khabur proporcionan suficiente agua para el asentamiento y el cultivo.

## Biogeografía
| Bosque montano de Anatolia meridional Bosque del Mediterráneo oriental Estepa y matorrales xerófilos de Siria Desierto arbustivo de Mesopotamia |

Ecorregiones definidas por el Fondo Mundial para la Naturaleza en Siria:

Las ecorregiones son la unidad más pequeña en la que se divide la biogeografía, según su relieve, clima, flora y fauna particular. El Fondo Mundial para la Naturaleza, que estudia y analiza todas las ecorregiones del mundo, definió cuatro de estas en Siria: 
- El Bosque montano de Anatolia meridional: perteneciente al bioma del bosque mediterráneo.
- El Bosque del Mediterráneo oriental: las principales comunidades vegetales de esta ecorregión son el matorral esclerófilo (maquis), el pinar, dominado por el pino de Alepo (Pinus halepensis) y el pino de Chipre (Pinus brutia), y la estepa y dehesa seca (Quercus). También perteneciente al bioma del bosque mediterráneo.
- Los Pastizales y matorrales xerófilos de Siria: perteneciente al bioma de pastizales y matorrales templados
- El Desierto arbustivo de Mesopotamia: perteneciente al bioma de desiertos y matorrales xerófilos.

## Área y límites
- Área:
  - Total: 185,180 km²
  - Tierra: 184,050 km²
  - Agua: 1,130 km²

- Límites terrestres:
  -     - Total: 2,253 km
    - Países limítrofes: 
      - Irak: 605 km
      - Israel: 76 km
      - Jordania: 375 km
      - Líbano: 375 km
      - Turquía: 822 km

- Franja costera: 193 km

- Demandas marítimas:

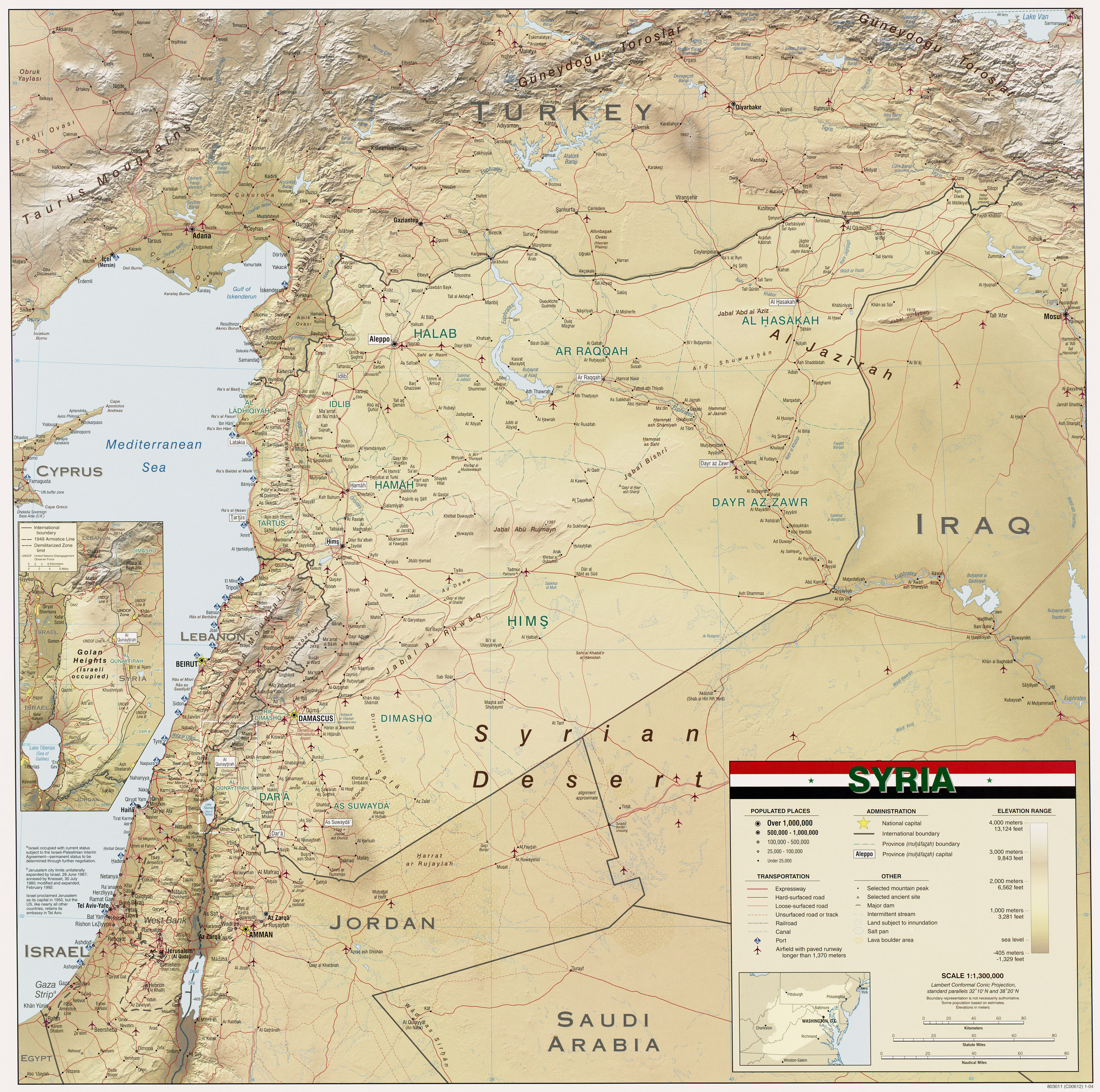
Mapa detallado de Siria.

  - Zona contigua: 41 millas náuticas
  - Mar territorial: 35 millas náuticas

- Puntos extremos de elevación:
  - Punto menor: Localización sin nombre cerca del Mar de Galilea: 200 m
  - Punto mayor: Monte Hermón: 2,814 m